# 羅基布爾沙達爾烏帕齊拉
羅基布爾沙達爾乌帕齐拉是孟加拉国羅基布爾縣的一个乌帕齐拉，位於吉大港专区的羅基布爾縣。。

## 人口
據1991年孟加拉國人口普查，羅基布爾沙達爾共有戶數95,664戶，人口525188人。其中男性佔比50.27%，女性佔比49.73%；成年人口244,605人。該地7歲以上人口之平均識字率為37.8%，高於全國平均值（32.4%）。